# Viktor Astafjev

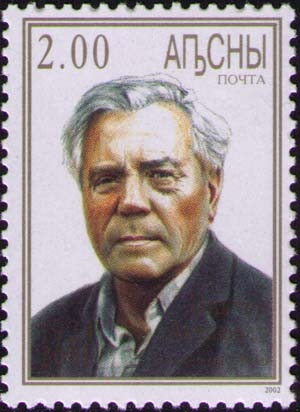

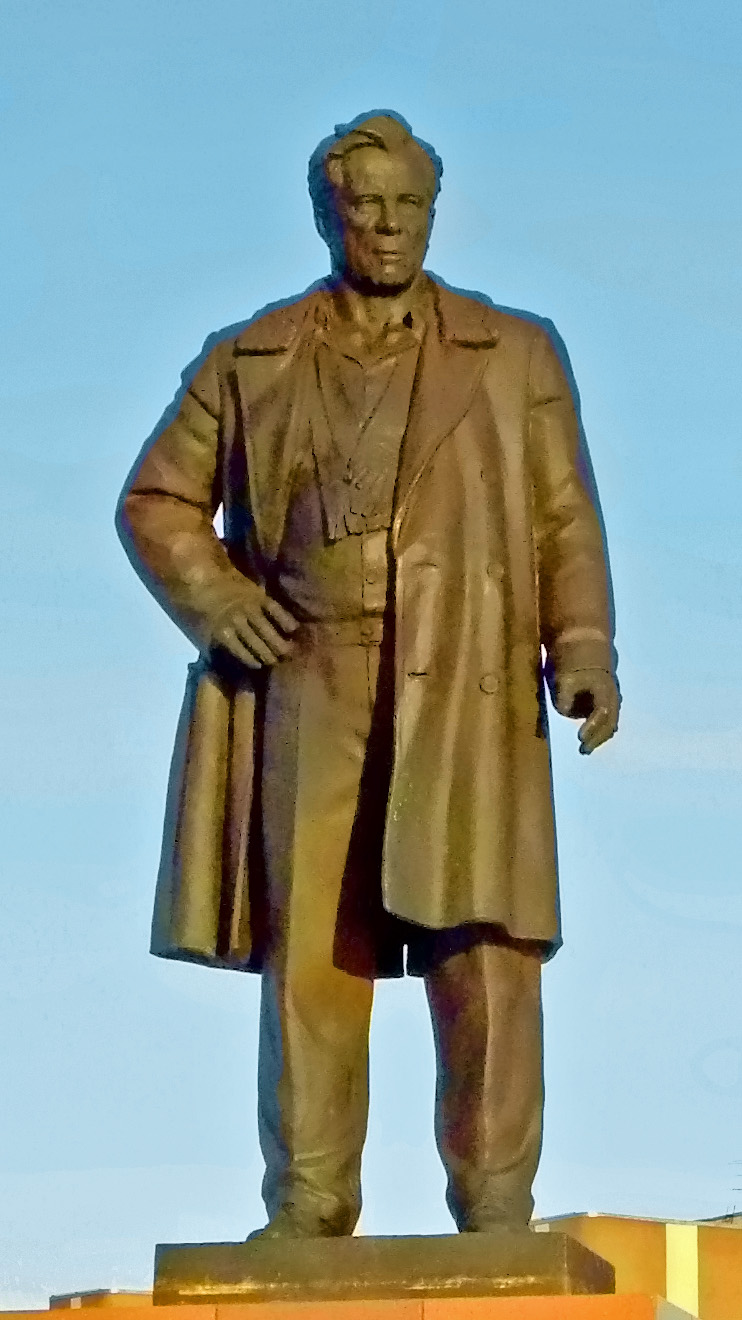
Standbeeld van Viktor Astafjev in Kasnojarsk.

Viktor Petrovitsj Astafjev (Russisch: Виктор Петрович Астафьев) (Ovsjanka, (kraj Krasnojarsk; Siberië), 1 mei 1924 - Krasnojarsk, 29 november 2001) was een Russisch schrijver, die gold als 'de literaire stem van Siberië'.

## Leven en werk
Astafjev was een zoon van een Siberische boer, aanvankelijk spoorwegmedewerker en vocht als soldaat in de Tweede Wereldoorlog. Tijdens de ‘dooi’ vond hij de ruimte om te gaan schrijven.
Astafjev geldt als een typische dorpsschrijver. Hij schreef over onopvallende mensen, hun harde leven en over de betrekkingen tussen de mensen die vaak op de proef worden gesteld. Zijn werk heeft een sterk autobiografisch karakter.
Bekendere werken van Astafjev zijn de ook in het Nederlands vertaalde verhalenbundels “De keizervis” (1976) en “De beschermengel” (1957-1978).
“De keizervis” bevat twaalf afzonderlijke verhalen, bijeengehouden door de verteller. Hoofdthema is de verhouding tussen mens en natuur. Het titelverhaal doet denken aan Hemingway’s “The old man and the sea”, over een man die een reuzensteur bovenhaalt en door zijn buit in het water wordt gesleurd: de natuur die zich wreekt op de mens.
In de vijftien verhalen van “De beschermengel”worden episoden opgeroepen uit de jeugd van het jongetje Vitja in West-Siberië. De machtige rivier bepaalt het leven van de dorpelingen. Vitja wordt opgevoed door zijn grootmoeder, die hem de waarden van het boerenleven van voor de Sovjet-invloed bijbrengt. Het is een harde wereld, waarin vaak de “wet van de jungle” geldt. Astafjev gaat in het boek niet in op sociaal-politieke achtergronden.
Astafjev was van 1989 tot 1991 volksvertegenwoordiger in de Sovjet-Unie. In 1993 tekende hij samen met 41 andere Russische prominenten de zogenaamde “Brief van Tweeënveertig”, in reactie op de gebeurtenissen van de Russische constitutionele crisis van 1993.
Astafjev weigerde in de jaren zestig mee te doen aan de hetze tegen Solzjenitsyn’s “Goelag archipel”. In 2009, na de dood van Solzjenitsyn, kreeg hij daarvoor (testamentair beschikt) postuum de Solzjenitsyn-literatuurprijs.
De Staatsuniversiteit van Krasnojarsk is naar Astafjev vernoemd.

## In het Nederlands vertaalde werken
- De vlotreis, korte roman, 1959
- De diefstal, autobiografische vertelling over zijn jaren in een weeshuis, 1960.
- De beschermengel, verhalen, 1971
- Een laatste groet (vervolg op De Beschermengel), verhalen, 1979
- De keizervis, een vertelling in verhalen, 1976
- De droevige detective. korte roman, 1986
- De vrolijke soldaat. roman, 1999